# Пауль Беркеманн
Пауль Беркеманн (нім. Paul Berkemann; 20 січня 1913, Зюдкамен — 7 серпня 1989) — німецький офіцер-підводник, оберлейтенант-цур-зее крігсмаріне.

## Біографія
1 липня 1933 року вступив на флот. З 8 червня 1938 року служив на есмінці «Еріх Штайнбрінк». З 29 березня по 17 листопада 1939 року навчався в штурманському училищі в Фленсбурзі-Мюрвіку. З 18 листопада 1939 року служив в 1-й роті 1-го дивізіону корабельних гармат. З 31 січня по 29 березня 1940 року пройшов курс підводника для оберфельдфебелів, після чого служив в 1-му навчальному дивізіону підводних човнів. З 6 травня 1940 року служив на плавучій базі підводних човнів «Лех». З 29 червня 1940 року — старший штурман і 3-й вахтовий офіцер на підводному човні U-58. З 30 серпня по 24 жовтня 1940 року пройшов курс підводника, з 25 жовтня 1940 по грудень 1941 року — курс торпедного офіцера, з 30 серпня по 23 жовтня 1943 року — офіцерський курс підводника, з 25 жовтня по 18 грудня 1943 року — новий курс торпедного офіцера, з 31 січня по 15 березня 1944 року — курс ППО, з 16 березня по 4 травня 1944 року — курс командира човна. З 5 травня 1944 року — 1-й вахтовий офіцер на U-530. 11 грудня 1944 року переданий в розпорядження 22-ї флотилії, з 23 грудня — в розпорядження командування K-Verbände. З 3 березня по 4 травня 1945 року — командир U-4709, після чого був переданий в розпорядження 5-ї флотилії. В травні був взятий в полон британськими військами. Служив в Німецькій адміністрації з розмінування. 17 грудня 1947 року звільнений. 

## Звання
- Рекрут (1 липня 1933)
- Оберматрос (1 жовтня 1934)
- Штабсматрос (1 жовтня 1935)
- Боцмансмат (1 жовтня 1936)
- Обербоцмансмат (1 жовтня 1936)
- Оберштурман (1 листопада 1939)
- Лейтенант-цур-зее (1 липня 1943)
- Оберлейтенант-цур-зее (1 липня 1944)

## Нагороди
- Медаль «За вислугу років у Вермахті» 4-го класу (4 роки)
- Іспанський хрест в золоті з мечами (6 червня 1939)
- Залізний хрест 2-го класу (23 липня 1940)
- Нагрудний знак підводника (23 липня 1940)